# Le Petit-Bornand-les-Glières
Le Petit-Bornand-les-Glières ist eine Ortschaft und eine ehemalige französische Gemeinde 
mit zuletzt 1.118 Einwohnern (Stand 2015) im Département Haute-Savoie in der Region Auvergne-Rhône-Alpes. Die Einwohner werden Borniands beziehungsweise Bornianches genannt.
Mit Wirkung vom 1. Januar 2019 wurden die früheren Gemeinden Le Petit-Bornand-les-Glières und Entremont zur Commune nouvelle Glières-Val-de-Borne zusammengeschlossen. Den ehemaligen Gemeinden wurde in der neuen Gemeinde der Status einer Commune déléguée jedoch nicht zuerkannt. Der Verwaltungssitz befindet sich im Ort Le Petit-Bornand-les-Glières.

## Geografie
Le Petit-Bornand-les-Glières liegt zwischen Entremont im Süden und Saint-Laurent im Norden, 9 Kilometer südwestlich von Bonneville und etwa 30 Kilometer südöstlich von Genf (Schweiz) in einem Tal der Französischen Alpen. Die D12 und die Borne, ein Gebirgsbach, verlaufen durch das Gebiet.

## Geschichte
In den Weilern Lignières und Beffay gibt es schwefelhaltige Quellen, die schon in gallo-römischer Zeit bekannt waren.
Die Pfarrei von Petit-Bornand wurde 1152 während der Herrschaftszeit von Graf Humbert III. von Savoyen (um 1120–1189) durch die Abtei von Entremont gegründet. Die Kirche wurde im 13. Jahrhundert erbaut, sie ist Notre Dame de la visitation geweiht und gehörte zur Pfarrei Saint-Victor in Genf. Das Dorf Bornand war bis 1292 im Besitz der Abtei von Entremont und dem Grafen von Genf, danach gehörte es der Abtei bis 1772 allein. Im Jahre 1772 kauften sich die Borniands für 12000 Livres frei.
Le Petit-Bornand-les-Glières gehörte 1789 zum Staat Savoyen, 1792 zum ehemaligen Département Mont-Blanc, das später in Savoie und Haute-Savoie aufgeteilt wurde. Der Ort erhielt schließlich 1793 im Zuge der Französischen Revolution den Status einer Gemeinde (als Petit Bornand) und 1801 das Recht auf kommunale Selbstverwaltung (als Petit-Bornand mit und ohne den vorangestellten Artikel). Seit 1947 heißt die Gemeinde Le Petit-Bornand-les-Glières, weil sie am Plateau des Glières liegt.

## Wirtschaft
Das Bild des Gebietes ist von Almwiesen geprägt. Wichtige Erwerbszweige in Le Petit-Bornand-les-Glières sind die Zucht von Hausrindern und Hausschafen und Imkerei. Es gibt eine Molkerei vor Ort, die unter anderem Reblochon herstellt.

## Persönlichkeiten
Guillaume Fichet (* 1433 in Le Petit-Bornand-les-Glières; † um 1480) war ein Lehrer und später Rektor der Sorbonne. Zusammen mit Johannes Heynlin (* um 1430 in Stein; † 12. März 1496 in Basel) betrieb er von 1470 bis 1473 die erste Druckerei in Frankreich.